# Decuriasuchus
Decuriasuchus é um gênero extinto de Prestosuchidae Rauisuchia do Triássico Médio no Ladiniano. É um Archossauro carnívoro que viveram no sul do Brasil. Ele foi o primeiro chamado por Marco Aurélio G. França, Jorge Ferigolo e Max C. Langer em 2011 e a Espécie-tipo é o Decuriasuchus quartacolonia. O nome genérico em grego significa legião de 10 de crocodilo em referência aos dez espécimes conhecidos do animal. O nome específico refere-se à região da Quarta Colônia onde os fósseis foram coletados.

## Descrição

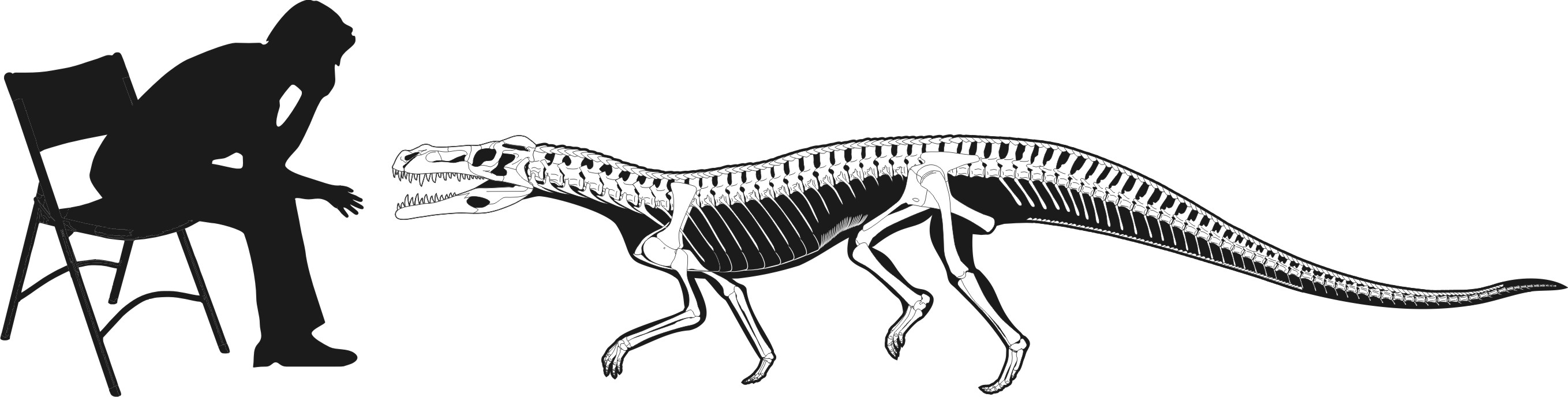
Tamanho do Decuriasuchus em comparação com o ser humano

Decuriasuchus é conhecido a partir de dez espécimes, incluindo nove esqueletos articulados, dos quais três têm crânios quase completos. O holótipo MCN PV10105a consiste de um esqueleto articulado parcial, sem cintura escapular e membros. Oito espécimes associados com o holótipo, MCN PV10105b-i, e a décima amostra (MCN PV10004), consiste de restos cranianos encontrados em um local diferente na mesma localidade. Os espécimes foram encontrados no Membro Alemoa da Formação Santa Maria, Grupo Rosário do Sul. Foi descoberto no Rio Grande do Sul, Brasil.
Como outros Rauisuchias, Decuriasuchus era um carnívoro quadrúpede que era um predador do topo da cadeia alimentar. Cresciam até cerca de 2,5 metros.

## Classificação

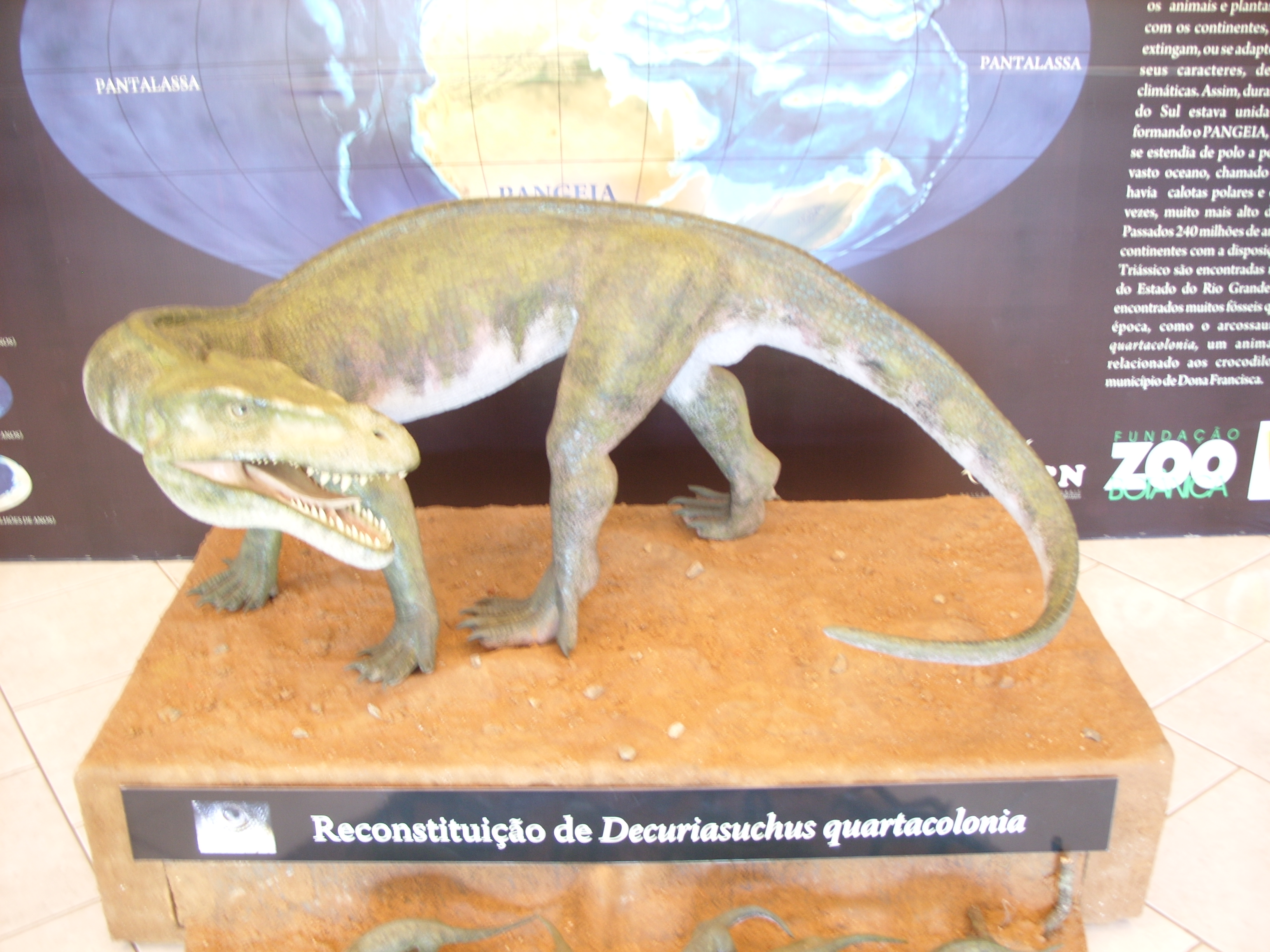
Decuriasuchus no Museu de Ciências Naturais da Fundação Zoobotânica.

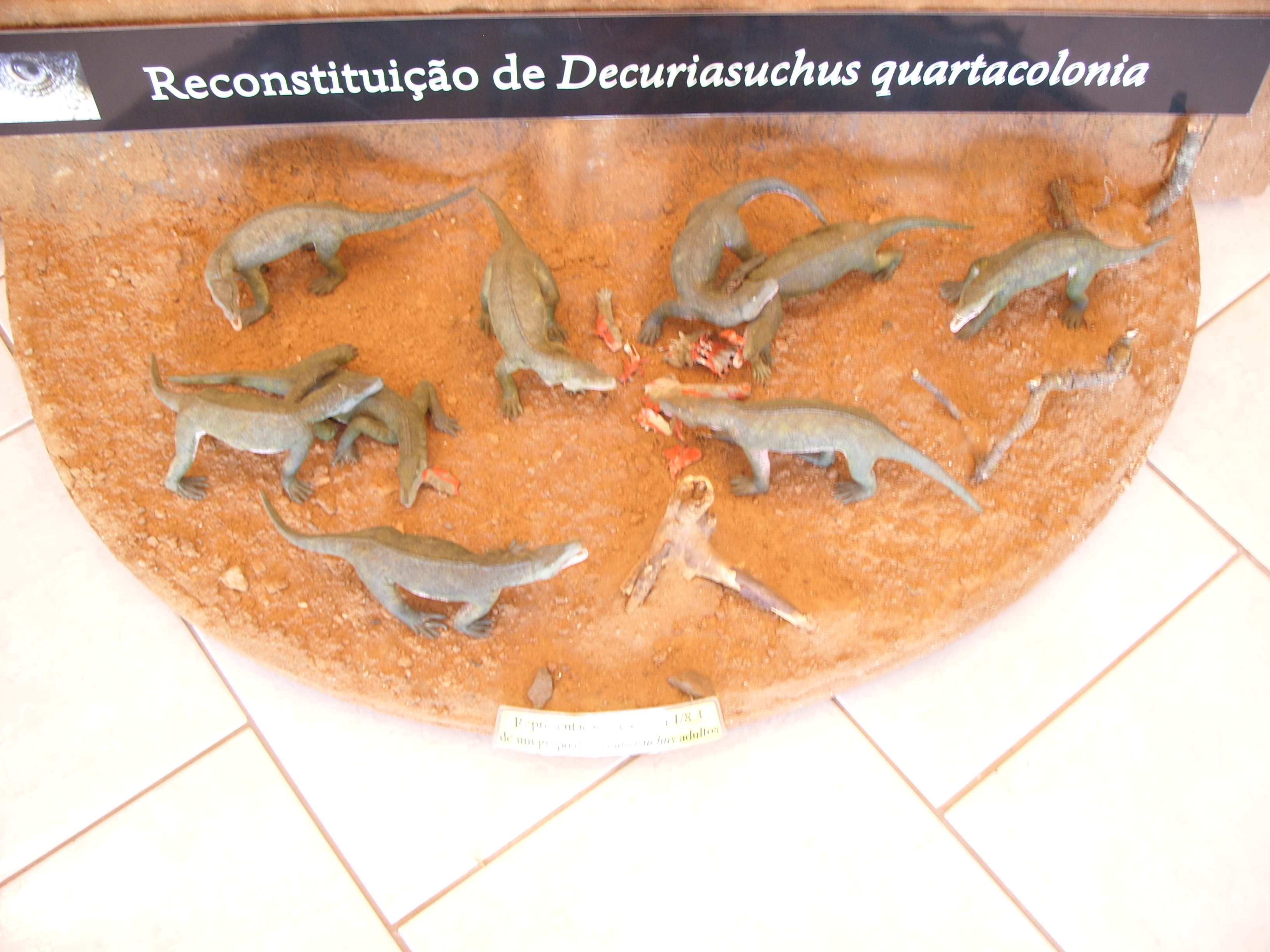
Grupo de Decuriasuchus no Museu de Ciências Naturais da Fundação Zoobotânica.

Decuriasuchus está intimamente relacionado com os gêneros Prestosuchus e Batrachotomus. Um estudo filogenético do gênero colocou a família Prestosuchidae, mas o grupo Rauisuchia pode ser parafilético. O estudo foi baseado em uma análise anterior do arcossauros de 2010. O Rauisuchia Decuriasuchus é um parente distante dos crocodilos modernos.

## Paleobiologia

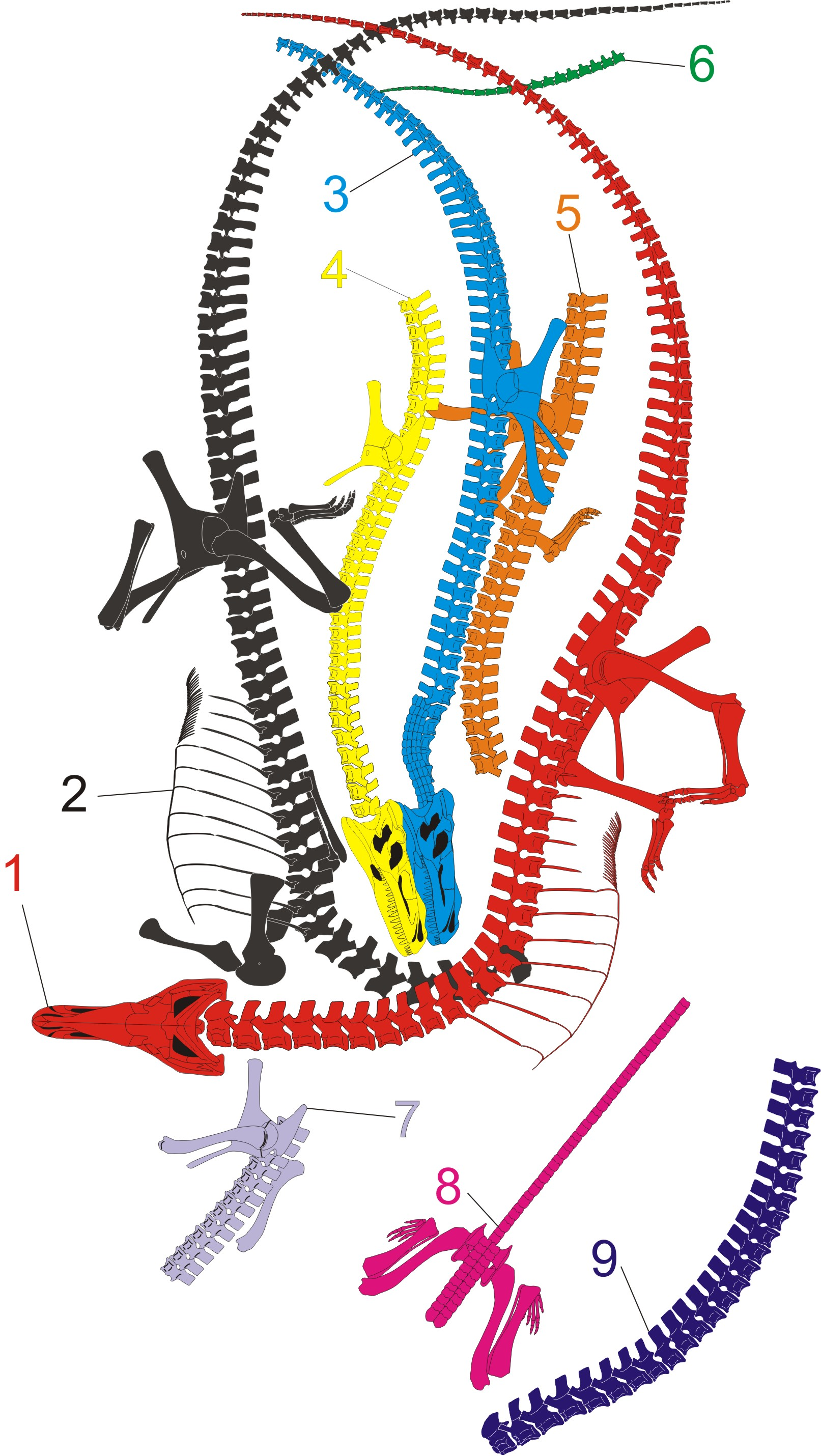
Diagrama dos nove esqueletos.

Nove dos Decuriasuchus foram encontrados muito próximos uns dos outros. Um estudo da tafonomia do sítio (as condições sob as quais os esqueletos se fossilizaram) indica que a aglutinação representa o enterro único de vários indivíduos no mesmo instante. A congregação de nove espécies em uma área sugere que eles viviam em grupo. Se este fosse o caso, Decuriasuchus seria o primeiro arcossauro conhecido que apresentam comportamento de grupo.